# Uta Briesewitz
Uta Briesewitz, née à Leverkusen en Rhénanie-du-Nord-Westphalie le 1er septembre 1967, est une réalisatrice de télévision et directrice de la photographie allemande.

## Filmographie

### Réalisatrice
- 2015-2016 : Les 100 (série télévisée) (2 épisodes)
- 2014-2016 : Jane the Virgin (série télévisée) (5 épisodes)
- 2016 : Girlfriends' Guide to Divorce (série télévisée) (1 épisode)
- 2016 : Mad Dogs (série télévisée) (1 épisode)
- 2013-2016 : Orange Is the New Black (série télévisée) (3 épisodes)
- 2015 : Agent X (série télévisée) (1 épisode)
- 2015 : Jessica Jones (série télévisée) (1 épisode)
- 2014-2015 : Awkward. (série télévisée) (4 épisodes)
- 2015 : UnREAL (série télévisée) (2 épisodes)
- 2014 : House of Lies (série télévisée) (1 épisode)
- 2012 : Suburgatory (série télévisée) (1 épisode)
- 2012 : Weeds (série télévisée) (1 épisode)
- 2010-2011 : Hung (série télévisée) (3 épisodes)
- 2017-2018 : The Deuce (série télévisée) (2 épisodes) [1]
- 2017 : Orange is the New Black
- 2018 : Westworld (série télévisée) (1 épisode S02E08)
- 2021 : CSI: Vegas (série télévisée) - pilote